# Раскон, Альфред Веласкес
Альфред Веласкес Раскон (род. 10 сентября 1945 года) — подполковник армии США в отставке. В 2000 году был награждён высочайшей американской военной наградой — медалью Почёта за свою службу медиком близ провинции Лонгкхань в ходе Вьетнамской войны. В ходе боя он несколько раз выходил под вражеский огонь, прикрывая от разрывов вражеских гранат своих товарищей, которым он оказывал медицинскую помощь.
Раскон также служил офицером-медиком в ходе военных конфликтов в Афганистане и Ираке.

## Биография
Раскон родился 10 сентября 1945 года в г.Чиуауа, Мексика. Единственный ребёнок в семье Альфредо и Андреа Раскон. В поисках лучшей жизни семья Раскон эмигрировала в США. Расконы поселились в г. Окснард, штат Калифорния. Там Альфред получил своё образование. В августе 1963 он закончил хай-скул Окснарда и вступил в ряды армии США.
Базовую подготовку прошёл в Форт-Орд, штат Калифорния, после чего получил назначение в форт-Сэм Хьюстон, штат Техас для учёбы на медика. После прохождения медицинской подготовки он добровольно поступил на парашютную подготовку и закончил армейскую воздушно-десантную школу в Форт-Беннинге, штат Джорджия.
В феврале 1964 года Раскон получил назначение в медицинский взвод штабной роты первого батальона, 503-го пехотного (парашютного) полка 173-й отдельной парашютной бригады размещённой на Окинаве.
В мае 1965 Раскон и его часть отправились в республику Вьетнам, где служил медиком при парашютном взводе. Бригада стала первой крупной наземной боевой частью армии США, начавшей службу во Вьетнаме. Они были первыми, выдвинувшимимся в военную зону D с целью разрушить вражеские базовые лагери и ввести небольшие патрули действующие на большие расстояния.
16 марта 1966 Раскон был назначен медиком в разведывательный взвод 173-й парашютной бригады. Разведвзвод получил задачу усилить батальон, который попал под мощную вражескую атаку близ провинции Лонгкхань. По прибытии взвод также попал под плотный огонь превосходящего в численности противника. Несколько солдат получили ранения, и Раскон бросился им на помощь.
Несколько раз он выходил под вражеский огонь, прикрывая товарищей которым он оказывал медицинскую помощь своим телом от взрывной волны и осколков вражеских гранат. Каждый раз он оттаскивал своих товарищей в безопасность и полз снова, чтобы оказать помощь другим. В ходе этого боя Раскон получил настолько тяжёлые ранения, что попросил провести последние религиозные обряды, ожидая смерти.
Раскон был переведён в армейский госпиталь Джонсона в Японии, где провёл шесть месяцев, восстанавливаясь после ранений. За свои действия он был представлен к медали Почёта, но по неизвестным причинам его кандидатура не прошла и вместо этого он был награждён Серебряной звездой. В мае 1966 Раскон был уволен с почётом с действительной службы и был переведён в резерв армии. После увольнения Раскон окончил колледж и в 1967 стал натурализованным гражданином США.
В 1970 Раскон окончил школу кандидатов в офицеры и был произведён во вторые лейтенанты пехоты. Затем он вернулся во Вьетнам, но на этот раз уже как военный советник. В 1976 Раскон снова был уволен с почётом с действительной военной службы в звании капитана но до 1984 года продолжил службу в резерве армии.
В 1976 Раскону был предложен пост офицера армии по связи в Панаме, он принял назначение. Также Раскон работал в Управлении по борьбе с наркотиками (Министерства юстиции США), в центральном американском бюро Интерпола и в Службе иммиграции и натурализации.
В 1985 году в ходе собрания ветеранов 173-й парашютной бригады товарищи Раскона узнали, что он так и не получил медаль Почёта. Его товарищи по взводу Рэй Сомптон, Нейл Хаффи и Ларри Гибсон, чьи жизни Раскон спас призвали к пересмотру и стали добиваться медали Почёта для Раскона. Пентагон отказался рассматривать дело Раскона, поскольку прошло слишком много времени. Тогда товарищи Раскона обратились за помощью к Ларри Эвансу, конгрессмену от штата Иллинойс. В 1997 году Эванс передал президенту США Биллу Клинтону пакет с информацией о Расконе. Президент попросил Пентагон пересмотреть дело.
8 февраля 2000 года президент Билл Клинтон наградил Раскона медалью Почёта на церемонии в восточной комнате Белого дома.
2 мая 2002 года Сенат США утвердил Раскона на посту 10-го директора управления по воинскому учёту, этот пост он занимал до 2003 года.
1 сентября 2002 года Раскон вернулся в ряды армии в чине майора в корпусе медицинской службы. Раскон служил в Афганистане и в Ираке в корпусе медицинской службы. Он ушёл в отставку с военной службы в чине подполковника.
Раскон получил почётную степень доктора Honoris Causa по судебной медицине 17 мая 2003 года от школы медицины и последипломной школы медсестёр Эдварда Хеберта военно-медицинского университета ((USUHS)). Армия почтила Раскона назвав в его честь школу медицинского состава в Форт-Кэмпбелл, штат Кентукки (школа боевой медицины имени Альфреда Раскона).
Также Раскон был отмечен американской ассоциацией юристов по иммиграции за вклад в военную сферу. Институт Катона в Вашингтоне также почтил его в своём ежегодном отчёте за прошлые и настоящие военные заслуги латиноамериканцев.
Раскон проживает в г. Лорел, штат Мэриленд. Женат, имеет дочь и сына.

## Наградная запись
Альфред В. Раскон
Ранг и часть: специалист, разведывательный взвод армии США, штабная рота, первый батальон (парашютный), 503-й пехотный полк, 173-я парашютная бригада (отдельная)
Место и дата: республика Вьетнам, 16 марта 1966 года.
Поступил на службу---
Родился в 1945 году, Чиауа, Мексика
Запись:
Специалист Альфред Раскон отличился благодаря серии поступков необычайной храбрости 16 марта 1966 года, будучи приписанным в качестве медика к разведвзводу штабной роты, первого батальона (парашютного), 503-го пехотного полка, 173-й воздушно-десантной бригады (отдельной). Продвигаясь вперёд для усиления батальона разведвзвод попал под плотный огонь превосходящего по численности противника. Сильный вражеский огонь и гранаты причинили тяжёлые ранения нескольким солдатам командного отделения. Специалист Раскон проигнорировал указания держаться позади за прикрытием пока не будет начат прикрывающий огонь продолжил двигаться вперёд. Он постоянно пытался достичь серьёзно раненого пулемётчика, лежащего без прикрытия на дороге но всякий раз отскакивал назад, не в силах преодолеть испепеляющего вражеского обстрела. Не обращая внимания на собственную безопасность, он вскочил на ноги игнорируя летящие вокруг пули и взрывающиеся гранаты, и бросился к своему товарищу. Чтобы защитить его от новых ранений он намеренно закрыл его телом от вражеского пулемёта и получил множественные ранения от шрапнели и серьёзное ранение в таз. Не обращая внимания на полученные им серьёзные ранения он дотащил более крупного чем он солдата до пожарной просеки. Услышав крик второго пулемётчика о том, что он остался без патронов специалист Раскон под плотным огнём пополз обратно к раненому пулемётчику, содрал с него подсумки с боезапасом и передал их пулемётчику, чтобы тот дальше вёл огонь на подавление. Опасаясь, что оставленный пулемёт, патроны и запасной ствол попадут в руки противника, Раскон пополз за ними. На пути Раскон был ранен в лицо и корпус осколками гранаты, но не взирая на эти ранения спас брошенный пулемёт, патроны и запасные части, что позволило другому солдату вести дополнительный подавляющий огонь. Разыскивая раненых он увидел как гранатомётчик был ранен огнем из лёгкого стрелкового оружия и брошенного в него гранатами. Не взирая на опасность для жизни и многочисленные ранения, специалист Раскон добрался до него и прикрыл его своим телом от взрывов гранат. Он спас жизнь солдату но получил дополнительные ранения. Когда Раскон направился к раненому командиру взвод, а рядом с сержантом приземлилась граната. Раскон, снова полностью презрев опасность для жизни, дополз до сержанта и прикрыл его своим телом, поглотив собой всю силу взрыва. Он получил тяжёлое ранение шрапнелью, но, не взирая на раны, продолжил поиск раненых и помощь им. Будучи серьёзно раненым, он оставался на поле боя, вдохновляя своих товарищей продолжать сражение. После того как противник прервал бой он вместо того, чтобы оказать помощь себе лечил раненых и руководил эвакуацией. Только после того как его поместили в спасательный вертолёт он позволил оказать себе помощь. Необычайная доблесть специалиста Раскона перед смертоносным вражеским огнём, его героизм при спасении раненых и храбрость, которую он проявил, постоянно рискуя жизнью, для спасения товарищей поддержали высочайшие военной службы и принесли высокую честь ему, его части и армии США.
Оригинальный текст (англ.)
ALFRED V. RASCON
Rank and organization: Specialist Four, U.S. Army, Reconnaissance Platoon, Headquarters Company, 1st Battalion (Airborne), 503rd Infantry, 173rd Airborne Brigade (Separate)
Place and date: Republic of Vietnam, March 16, 1966
Entered service at: ----
Born: 1945, Chihuahua, Mexico
Citation:
Specialist Four Alfred Rascon, distinguished himself by a series of extraordinarily courageous acts on March 16, 1966, while assigned as a medic to the Reconnaissance Platoon, Headquarters Company, 1st Battalion (Airborne), 503rd Infantry, 173rd Airborne Brigade (Separate). While moving to reinforce its sister battalion under intense enemy attack, the Reconnaissance Platoon came under heavy fire from a numerically superior enemy force. The intense enemy fire from crew-served weapons and grenades severely wounded several point squad soldiers. Specialist Rascon, ignoring directions to stay behind shelter until covering fire could be provided, made his way forward. He repeatedly tried to reach the severely wounded point machine-gunner laying on an open enemy trail, but was driven back each time by the withering fire. Disregarding his personal safety, he jumped to his feet, ignoring flying bullets and exploding grenades to reach his comrade. To protect him from further wounds, he intentionally placed his body between the soldier and enemy machine guns, sustaining numerous shrapnel injuries and a serious wound to the hip. Disregarding his serious wounds he dragged the larger soldier from the fire-raked trail. Hearing the second machine-gunner yell that he was running out of ammunition, Specialist Rascon, under heavy enemy fire crawled back to the wounded machine-gunner stripping him of his bandoleers of ammunition, giving them to the machine-gunner who continued his suppressive fire. Specialist Rascon fearing the abandoned machine gun, its ammunition and spare barrel could fall into enemy hands made his way to retrieve them. On the way, he was wounded in the face and torso by grenade fragments, but disregarded these wounds to recover the abandoned machine gun, ammunition and spare barrel items, enabling another soldier to provide added suppressive fire to the pinned-down squad. In searching for the wounded, he saw the point grenadier being wounded by small arms fire and grenades being thrown at him. Disregarding his own life and his numerous wounds, Specialist Rascon reached and covered him with his body absorbing the blasts from the exploding grenades, and saving the soldier's life, but sustaining additional wounds to his body. While making his way to the wounded point squad leader, grenades were hurled at the sergeant. Again, in complete disregard for his own life, he reached and covered the sergeant with his body, absorbing the full force of the grenade explosions. Once more Specialist Rascon was critically wounded by shrapnel, but disregarded his own wounds to continue to search and aid the wounded. Severely wounded, he remained on the battlefield, inspiring his fellow soldiers to continue the battle. After the enemy broke contact, he disregarded aid for himself, instead treating the wounded and directing their evacuation. Only after being placed on the evacuation helicopter did he allow aid to be given to him. Specialist Rascon's extraordinary valor in the face of deadly enemy fire, his heroism in rescuing the wounded, and his gallantry by repeatedly risking his own life for his fellow soldiers are in keeping with the highest traditions of military service and reflect great credit upon himself, his unit, and the United States Army.
— 

## Награды

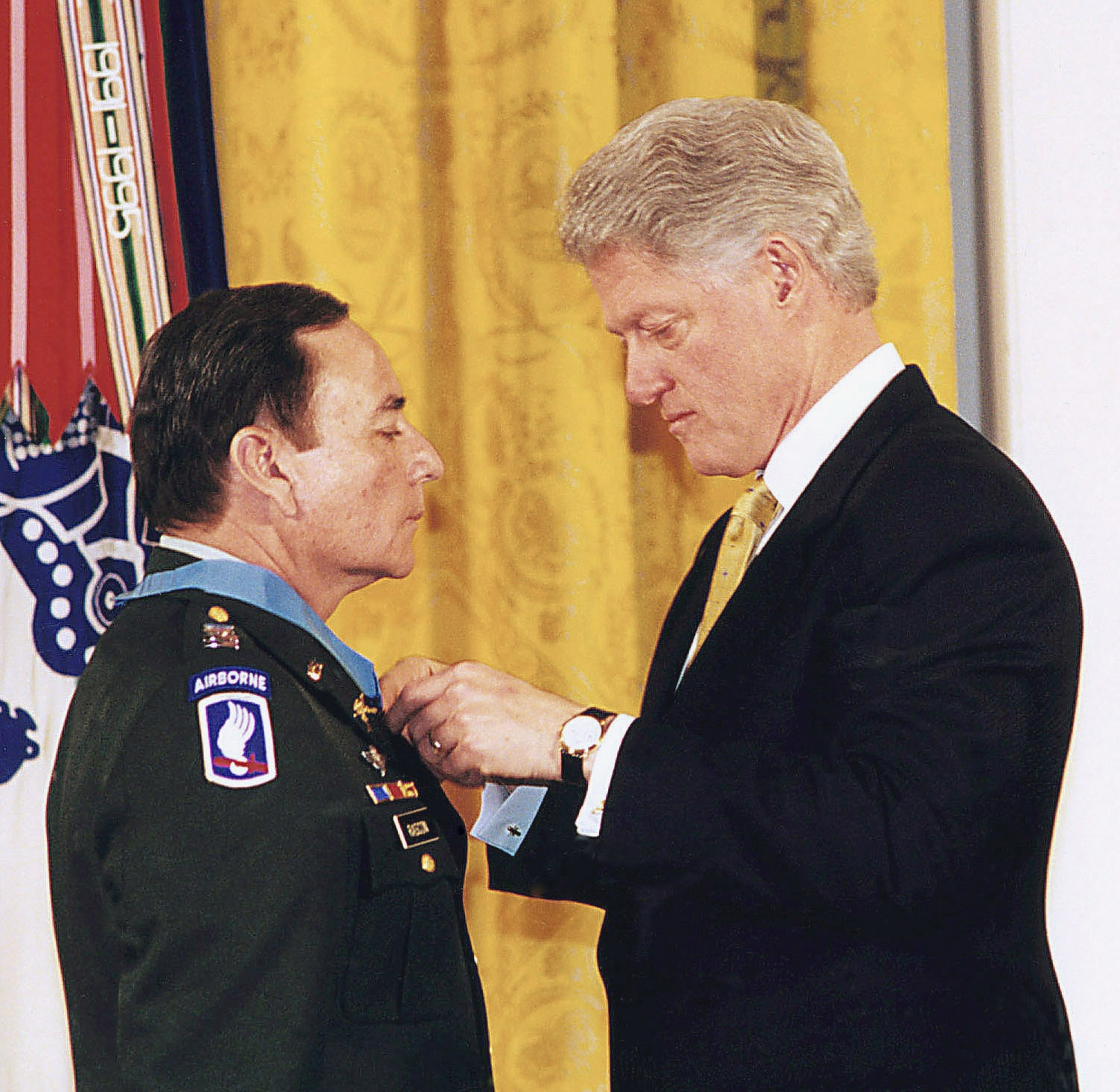
Президент Клинтон вручает медаль Почёта Раскону на церемонии в Белом доме, 2000 год

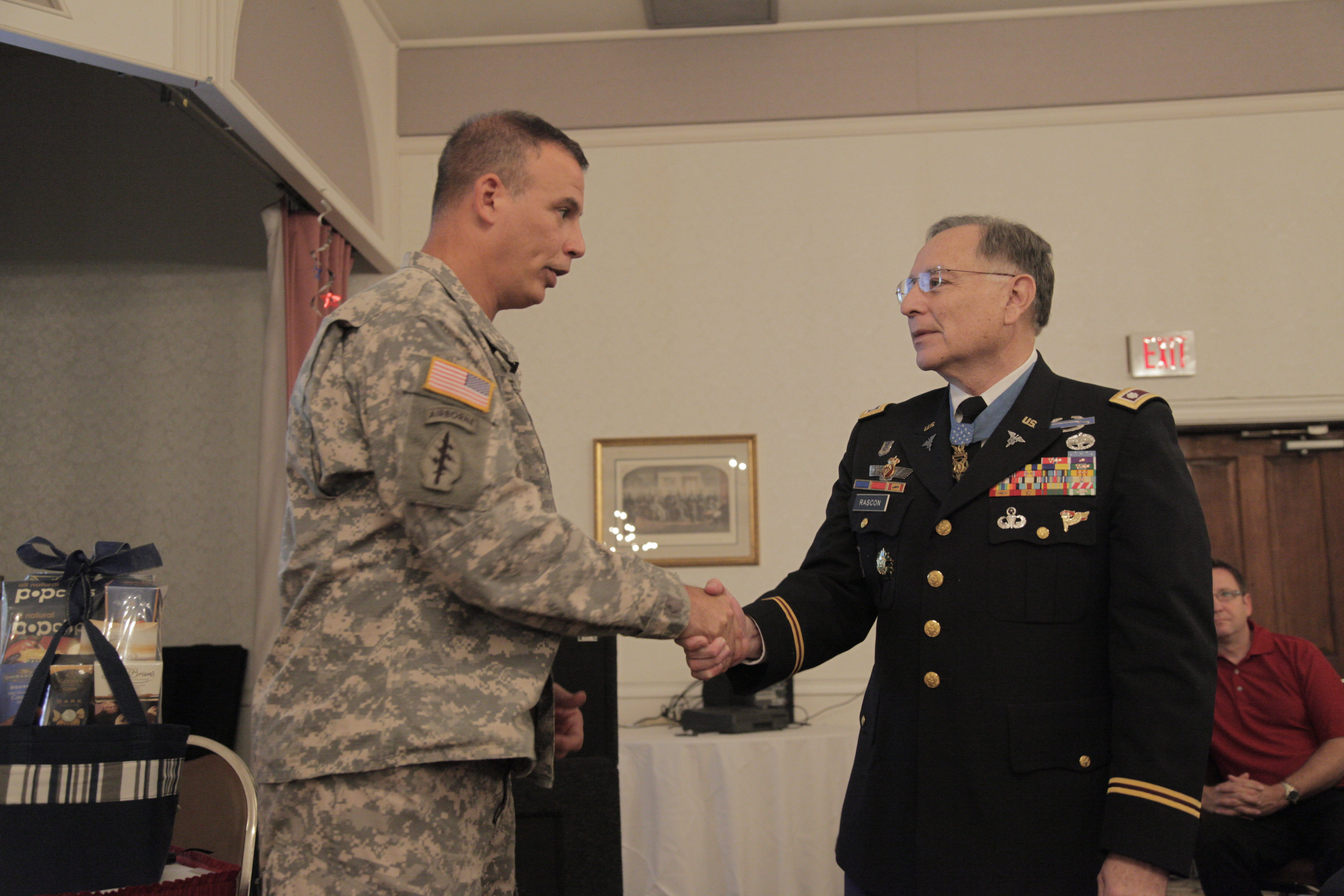
Полковник Эдвард Ротштейн и подполковник Раскон в 2011 году

Альфред Раскон получил следующие медали и знаки отличия:
| | Значок боевого пехотинца                                                                                 |
| | Combat Medical Badge (вторая награда)                                                                    |
| | Special Forces Tab                                                                                       |
| | Master Parachutist Badge                                                                                 |
| | Pathfinder Badge                                                                                         |
| | Army Staff Identification Badge                                                                          |
| | Republic of Vietnam Parachute Wings                                                                      |
| | Spanish Parachute Wings                                                                                  |
| Bluebird-colored ribbon with five white stars in the form of an "M". | медаль Почёта                                                                                            |
| | Серебряная звезда                                                                                        |
| Литера «V» · Бронзовый пучок дубовых листьев · Бронзовый пучок дубовых листьев · Width-44 scarlet ribbon with width-4 ultramarine blue stripe at center, surrounded by width-1 white stripes. Width-1 white stripes are at the edges.       | Бронзовая звезда с литерой V и двумя бронзовыми дубовыми листьями.                                       |
| Бронзовый пучок дубовых листьев · Width-44 purple ribbon with width-4 white stripes on the borders | Пурпурное сердце                                                                                         |
| | Воздушная медаль                                                                                         |
| Литера «V» · Бронзовый пучок дубовых листьев · Бронзовый пучок дубовых листьев · Width-44 myrtle green ribbon with width-3 white stripes at the edges and five width-1 stripes down the center; the central white stripes are width-2 apart | Армейская Похвальная медаль с литерой «V» и двумя дубовыми листьями.                                     |
| | Presidential Unit Citation                                                                               |
| | Похвальная благодарность армейской воинской части                                                        |
| | Department of the Army Commander’s Award for Civilian Service                                            |
| | Selective Service System Distinguished Service Medal                                                     |
| Бронзовый пучок дубовых листьев | Selective Service System Exceptional Service Medal with oak leaf c.                                      |
| | Армейская медаль «За безупречную службу»                                                                 |
| Бронзовая звезда за службу · Бронзовая звезда за службу · Width=44 scarlet ribbon with a central width-4 golden yellow stripe, flanked by pairs of width-1 scarlet, white, Old Glory blue, and white stripes                                | Медаль «За службу национальной обороне» с двумя бронзовыми звёздами за службу                            |
| | Медаль экспедиционных вооружённых сил                                                                    |
| Бронзовая звезда за службу · Бронзовая звезда за службу · Бронзовая звезда за службу | Медаль «За службу во Вьетнаме» с тремя звёздами за службу                                                |
| | Медаль «За кампанию в Афганистане»                                                                       |
| | Медаль «За Иракскую кампанию»                                                                            |
| Бронзовая звезда за службу | Медаль «За службу в экспедиционных войсках глобальной войны с терроризмом» с бронзовой звездой за службу |
| | Медаль «За службу в резерве вооружённых сил» с литерой «M»                                               |
| Width-44 ribbon with width-6 central ultramarine blue stripe, flanked by pairs of stripes that are respectively width-4 emerald, width-3 golden yellow, width-5 orange, and width-7 scarlet                                                 | Army Service Ribbon                                                                                      |
| Width-44 ribbon with width-8 central brick stripe, flanked by pairs of stripes that are respectively width-2 golden yellow, width-10 grotto blue, and width-6 national flag blue                                                            | Army Overseas Service Ribbon                                                                             |
| | Крест «За храбрость» (Южный Вьетнам) с пальмовым листом и бронзовой звездой                              |
| | Медаль чести вооружённых сил (Южный Вьетнам), первый класс                                               |
| | Медаль обслуживающих заслуг (Южный Вьетнам), первый класс                                                |
| | Медаль «За гражданские действия» (Южный Вьетнам), первый класс                                           |
| | Крест «За храбрость» (Южный Вьетнам) для подразделения                                                   |
| | Медаль «За гражданские действия» (Южный Вьетнам) для подразделения                                       |
| | Медаль вьетнамской кампании                                                                              |